# 緩衝區 (邊界)

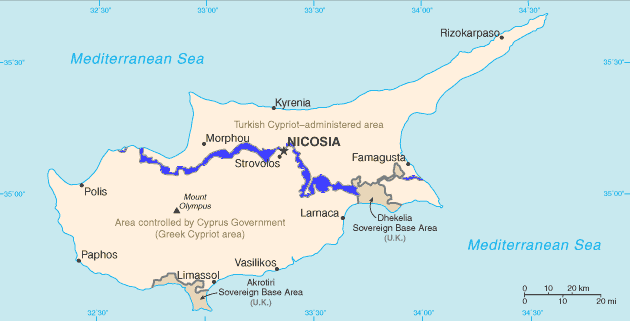
賽普勒斯聯合國緩衝區地圖，分隔了南側的賽普勒斯共和國和北側的北賽普勒斯土耳其共和國

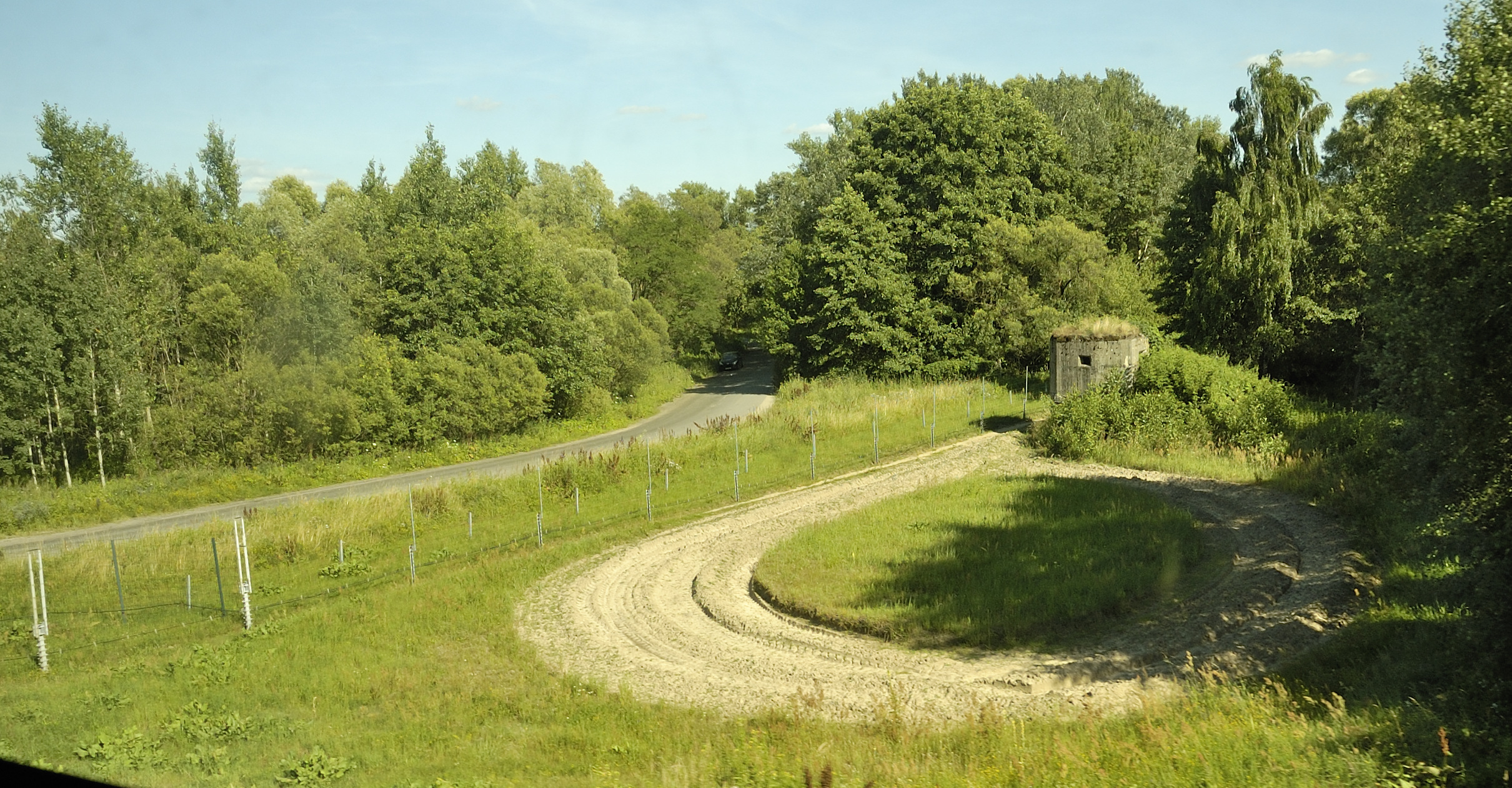
位於布列斯特的白俄-波蘭緩衝區，設有安防電子圍欄，地面有一條犁過的痕跡，末端設有一座碉堡

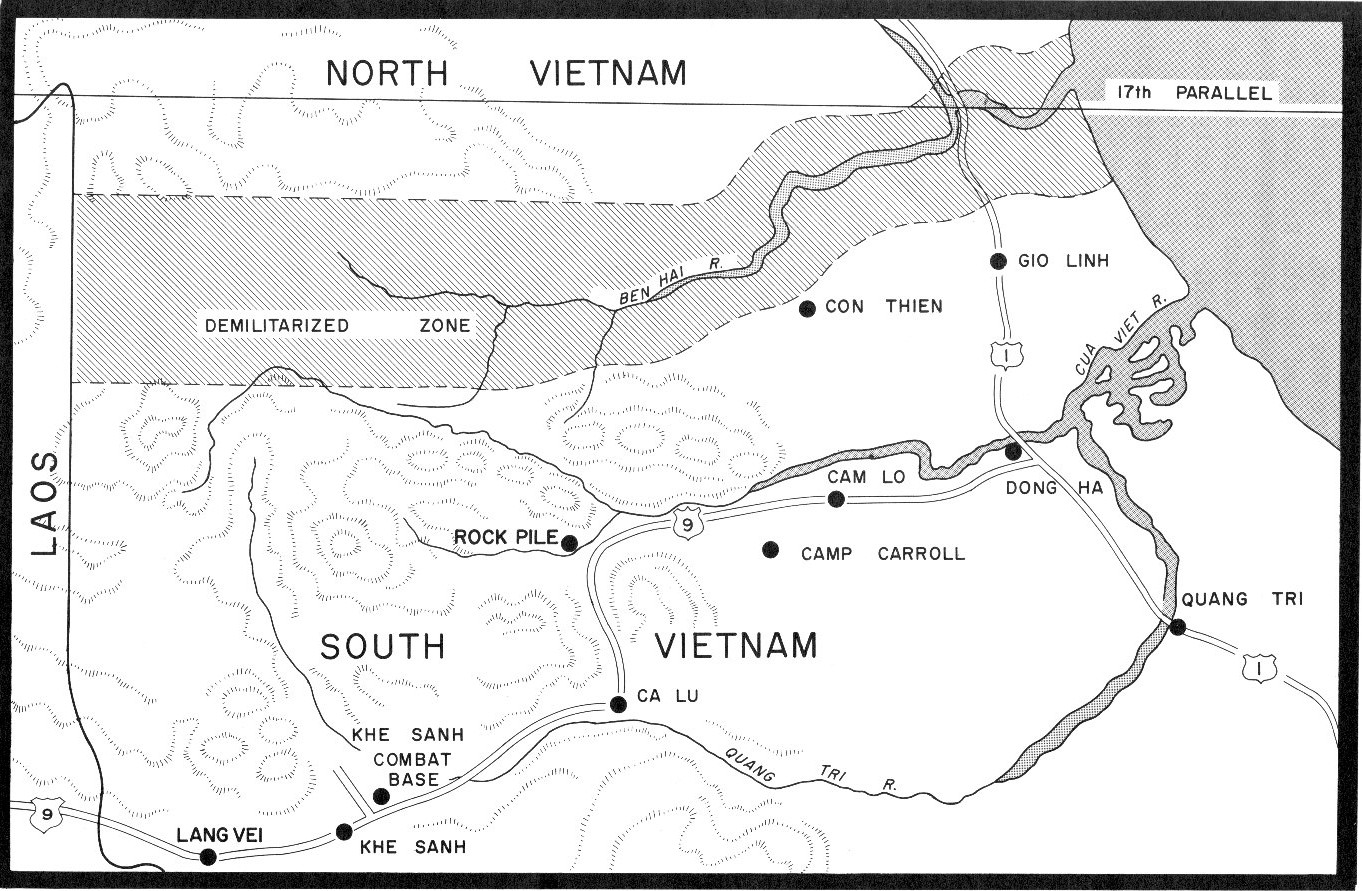
越戰時的南北越非軍事區分隔線

緩衝區，又稱中立區、中立地帶等，指的是位于两个或两个以上地区（通常但不一定是国家）之间的地域性区域。根据缓冲区的类型，它可以用来分隔或连接这些地区。缓冲区的一般类型是非軍事區、边境区和某些限制性地役区和绿带。这些区域可能由主权国家组成，形成緩衝國。
缓冲区有各种政治或其他目的。它们可以用来防止暴力，保护环境，保护居民区和商业区不受工业事故或自然灾害的影响，或者用来隔离监狱，还可以用于其他一些情况。缓冲区往往会形成大片无人居住的区域。

## 現有的緩衝區
- 南北賽普勒斯之间的聯合國緩衝區
- 南北朝鲜之间的三八线
- 以色列叙利亚之间的联合国紫线